# Antoine-Joseph Gorsas
 (septembre 2023).
- Si vous ne connaissez pas le sujet, laissez ce bandeau (vous pouvez alors contacter les auteurs).
- Si vous supprimez le contenu mis en cause (vous pouvez préalablement contacter les auteurs),

argumentez précisément cette suppression dans la page de discussion
(un manque de référence n'est pas un argument ; une recherche réelle de référence doit avoir été effectuée, être formellement documentée).
 (février 2017).
Si vous disposez d'ouvrages ou d'articles de référence ou si vous connaissez des sites web de qualité traitant du thème abordé ici, merci de compléter l'article en donnant les références utiles à sa vérifiabilité et en les liant à la section « Notes et références ».
Antoine-Joseph Gorsas, né le 24 mars 1752 à Limoges, et mort guillotiné le 7 octobre 1793 à Paris, est un journaliste, pamphlétaire et homme politique français.

## Biographie
Antoine-Joseph Gorsas est le fils de Jean-Baptiste Gorsas, cordonnier de Limoges, et de Marianne Peyrier.
Malgré la modestie de son origine, le jeune Gorsas n’en reçoit pas moins une bonne éducation. Grâce à des appuis dans l'entourage de l'évêque de Limoges, il obtient de faire ses études au collège du Plessis à Versailles. Employé à la ferme générale en 1775, il épouse dans cette ville Marie-Madeleleine Roudier, fille d'un commis au bureau des voitures de poste de la Cour originaire de Troyes. À partir de 1777, il donne des cours particuliers. En 1779, iI fonde une maison d’éducation qui acquiert une certaine réputation, et qui perdure jusque 1787.
Dès 1785, il se livre à la poésie, dans son genre satirique et à la critique de moeurs. Il se crée des ennemis dans toutes les classes de la société et, en 1788, à la suite d'un procès qui l'a opposé au père d'un élève nommé Gravier de Vergennes apparenté au ministre des affaires étrangères, il est enfermé à Bicêtre, sous la prévention de corrompre les mœurs de ses élèves. Cette accusation ne fut justifiée par aucune preuve, mais les rigueurs dont Gorsas avait été l’objet en cette circonstance l’irritèrent vivement de façon à expliquer l’exaltation révolutionnaire qu’il montra dès lors.
Sous le ministère Calonne, il fréquente le comte de Mirabeau qu'il assiste, en compagnie des banquiers Panchaud et Clavière, dans la rédaction et la publication de sa Dénonciation de l'agiotage. En 1788, il compte parmi les membres du groupe connu sous le nom de société Gallo-Américaine créé par l'avocat lyonnais Bergasse, le banquier strasbourgeois Kornmann et le parlementaire parisien opposé au despotisme d'Epremesnil à la suite de leur séparation de la société de l'harmonie universelle de Messmer. Cette société voit son activité culminer au moment de l'Affaire Kornmann et participe au foisonnement d'idées pré-révolutionnaire étendant à la politique les principes physiques et médicaux du mesmerisme. D'après Robert Darnton, les conceptions affichées par les oeuvres de ce groupe proposaient de combattre la corruption de la Société en recréant un ordre politique d’après la nature, comme les principes du magnétisme animal de Messmer visaient à régénérer la médecine en se proposant de soigner les corps par la recherche d'une harmonie naturelle.
Après un court voyage dans son pays, il reparut à Versailles, au moment où s’assemblaient les états généraux, et rédigea le Courrier de Versailles. Il s’attacha dans cette feuille à dévoiler les intrigues et les imprudences de la cour, et vint le 4 octobre 1789 lire publiquement au Palais-Royal son numéro du jour, contenant le récit du fameux banquet de réception donné par les gardes du corps aux officiers du régiment de Flandre, « banquet dans lequel la santé de la nation avait été repoussée avec mépris, et où, en présence du roi et de la reine, la cocarde nationale avait été foulée aux pieds et remplacée par des cocardes noires et blanches ».
D’autres provocations, ou plutôt d’autres excès, avaient suivi cette première inconséquence. Le 2, un déjeuner eut lieu dans la salle du Manège, et le 3, plusieurs réunions bruyantes se firent encore, soit dans les casernes, soit dans le château. À l’audition des révélations de Gorsas, le peuple de Paris, depuis longtemps en proie à la famine, se souleva aux cris de : « À Versailles ! » et « Du pain ! » Gorsas ne craignit pas de se mettre à la tête d’une des colonnes de l’insurrection et de partager la gloire de Maillard.
Après l’égorgement de quelques gardes du corps, l’intervention de La Fayette vint préserver pour cette fois Louis XVI et sa famille, qui néanmoins durent céder au vœu populaire et rentrer à Paris. Gorsas vint s’y fixer aussi et, à cette occasion, changea le titre de son journal en celui de Courrier des quatre-vingt-trois départements.
Tandis que ses écrits se faisaient remarquer par une polémique toujours plus véhémente, Gorsas parcourait les clubs, anathématisant sans cesse « les aristocrates et les fanatiques ». Il pétitionna pour le transport des restes de Jean-Jacques Rousseau au Panthéon. Il prit une part active aux journées des 20 juin et 10 août 1792.
Nommé, en septembre 1792, député de Seine-et-Oise à la Convention nationale, il siégea d’abord à la Montagne. Toutefois, il attaqua avec indignation les massacreurs des prisons. Cependant, peu à peu, dégoûté des mesures de violence qu’il voyait préconiser par les chefs de son parti, il se rapprocha des girondins, et voulut arrêter le mouvement qu’il avait accéléré.
Il était secrétaire de la Convention lors du jugement de Louis XVI. Il vota pour l’appel au peuple, « attendu que la royauté et les rois, les factions et les factieux, ne seront véritablement et légalement balayés du territoire de la république que quand le peuple aura prononcé qu’il ne veut aucune espèce de tyrannie ». Sur la question de la peine : « II y a longtemps, s’écria-t-il, que j’ai dit et imprimé que Louis était traître à la nation et à ses serments : et – se tournant vers la Montagne – lorsqu’une sorte de stupeur s’emparait de beaucoup d’esprits, que les braves amis des lois se cachaient, j’attaquai personnellement le tyran sur son trône ; j’en appelle à ceux qui me lisaient alors dans leurs souterrains. Comme individu, comme juge, je prononce la peine de mort ; mais comme législateur, comme homme d’État, j’ai profondément médité quelle devait être mon opinion pour le salut public. J’ai vu que nos ennemis extérieurs et intérieurs n’affectent de prendre intérêt à Louis, de ne demander sa vie que pour obtenir sa mort, que pour assurer le succès de leurs projets liberticides ! Je conclus donc à ce que vous ordonniez la détention de Louis pendant la guerre et son bannissement perpétuel à la paix. » Par une singulière contradiction, Gorsas vota contre le sursis à l’exécution capitale.
En février suivant, Gorsas, dans son Courrier, attaqua violemment la Commune et la Montagne. Il n’épargna ni Danton ni Robespierre, mais Marat fut surtout l’objet de sa haine. « Comme il est démontré, lui écrivait-il, que la nation te regarde comme un reptile venimeux et comme un maniaque sanguinaire, continue d’ameuter le peuple contre la Convention ! Continue de dire qu’il faut que les députés soient lapidés et les lois faites à coups de pierre ! Continue à demander que les tribunes soient rapprochées de l’enceinte, afin que ton peuple ait les représentants sous sa main. Quand les députés, à l’exception de dix ou douze de tes séides, seront immolés, ton peuple se portera chez les ministres que tu n’as pas choisis ! Chez ce Roland surtout, qui a osé te refuser les fonds de la république pour payer et distribuer tes poisons ! Chez tous les journalistes, chez tous les modérés qui n’ont pas applaudi aux massacres des 2 et 3 septembre ! Paris sera ainsi balayé par tout ce qu’il y a d’impur ! Quelle joie pour toi ! À Marat, de voir ruisseler le sang dans les rues ! Quel délicieux spectacle que de les voir jonchées de cadavres, de membres épars, d’entrailles palpitantes ! Et quelle jouissance pour ton âme de te baigner dans le sang encore chaud de tes ennemis, et de rougir les pages de tes feuilles du récit de ces glorieuses expéditions ! Des poignards ! des poignards ! mon ami Marat ! Mais des torches ! des torches aussi ! Il me semble que tu as trop négligé ce dernier moyen de crime. Il faut que le sang soit mêlé aux cendres ! Le feu de joie du carnage, c’est l’incendie ! C’était l’avis de Masaniello, ce doit être le tien. »
L’audace de Gorsas le désignait aux fureurs de la populace, excitée dans les clubs. Le 8 mars 1793, une bande de deux cents forcenés armés, conduite par le Polonais Laïowski, vint envahir son domicile, brisa ses presses, dispersa ses caractères, menaça sa famille : lui-même ne dut la vie qu’à une prompte fuite. Deux jours après, la section de Bon-Conseil demandait à la Convention la mise en accusation de Gorsas et son jugement par le tribunal révolutionnaire.
Gorsas, de son côté, porta plainte des attentats dont il venait d’être victime, mais sa réclamation ne fut pas accueillie. Lacroix s’éleva contre les députés qui, envoyés pour faire de bonnes lois, ne s’occupaient qu’à exciter le peuple par l’amertume de leurs écrits. « Je vois d’ailleurs, ajouta-t-il, deux caractères dans Gorsas, celui de représentant de la nation, et le peuple l’honore, et celui de journaliste, que le peuple méprise. » Billaud-Varennes alla plus loin : il déclara Gorsas « d’autant moins à plaindre que les presses qu’il réclamait étaient celles de l’abbé Royou, qui lui avaient été données par la nation le 10 août, et qu’il les avait prostituées comme ce royaliste. » Seul Merlino eut le courage de le défendre en appelant ses collègues à plus d'humanité mais les montagnards le firent taire.
L’Assemblée décréta que les députés journalistes seraient tenus d’opter entre leurs fonctions législatives et la rédaction des feuilles publiques. Cependant, cette résolution ne fut pas appliquée car Gorsas, Brissot, Camille Desmoulins, Marat, et quelques autres pamphlétaires continuèrent de siéger parmi les représentants.
Gorsas resta donc exposé à la vengeance de ses ennemis et, sur la proposition de Chaumette, la Commune arrêta « que les anciennes opinions de ce déserteur de la cause populaire seraient imprimées contradictoirement avec ses opinions actuelles et affichées dans Paris sur deux colonnes avec ce double titre : le Gorsas d’autrefois et le Gorsas d’aujourd’hui 14 mai 1793. »
Le 2 juin suivant. Gorsas fut décrété d’accusation avec les principaux girondins. Il se réfugia d’abord à Évreux, puis rejoignit Buzot, qui organisait dans le Calvados l’insurrection à main armée contre la Convention. Mais leurs forces, placées sous les ordres du général Félix Wimpffen ayant été dispersées, presque sans coup férir, le 13 juillet à Pacy-sur-Eure, Gorsas fut mis hors la loi le 28 juillet. Il se tint quelque temps caché en Bretagne et il eût peut-être échappé aux poursuites dirigées contre lui s’il n’eût commis l’inconcevable imprudence de rentrer dans Paris et de venir visiter en plein jour une de ses anciennes maitresses, Brigitte Mathey, qui tenait un cabinet de lecture au Palais-Royal.
Arrêté le 7 octobre, il fut aussitôt traduit au tribunal révolutionnaire, qui se contenta de faire constater son identité. Il fut exécuté le même jour. Monté sur l’échafaud avec un grand sang-froid, il prononça ses mots : « Je recommande à ceux qui m’entendent ma femme et mes enfants : je suis innocent ; ma mort sera vengée. » Il fut le premier conventionnel à être guillotiné.

## Opuscules
- La Plume du coq de Micille, ou aventures de Critès au Sallon pour servir de suite aux promenades de 1785 (1re journée ; 2e journée avant-midi et après-midi, 3e journée), Londres et Paris 1785 et 1787.
- L’Âne promeneur, ou Critès promené par son Âne, Paris, 1786, in-8°;Réimprimé sous le titre du Nouveau Rabelais, 1788, cet écrit devenu très rare est une curieuse critique des ridicules de son siècle.

L'Ane promeneur ou Critès promené par son âne; chef-d'œuvre pour servir d'Apologie au Goût, aux Mœurs, à l'Esprit, et aux Découvertes du siècle. Première édition, Revue, corrigée, et précédée d'une Préface à la Mosaïque, dans le plus nouveau goût. À Pamplune, chez Démocrite, Imprimeur-Libraire de son Allégresse Sereinissime Falot Momus, au Grelot de la Folie.
Et se trouve à Paris, Vve Duchesne, Hardouin et Gatey, Voland, Royez, 1786. 1 vol. in-8°, demi-basane mouchetée, dos lisse, p. de titre verte, tr. mouchetées de rouge. Reliure moderne. Ex-libris L. Guillemeau (1789) au contreplat. 302 pp., (1) f., et 1 portrait gravé au burin dans le texte. Édition originale très rare, de ce pamphlet très satirique, principalement dirigé contre Beaumarchais et le Mariage de Figaro, et qui comporte une foule d'allusions et de traits contre les personnages et les modes de l'époque. Ce livre sera à nouveau imprimé en 1788, sous le titre: le Rabelais moderne. Babier I, 178; Cioranescu, 31448; Quérard III, 411.
- La cour plénière: héroï-tragi-comédie en trois actes et en prose jouée le 14 juillet 1788 par une société d'amateurs dans un château aux environs de Versailles par M. l'abbé de Vermond, lecteur de la reine, Auteurs Honoré Duveyrier, Antoine Joseph Gorsas Éditeur Liberté, 1788, 104 pages.
- Le lever de Bâville: drame héroïque en 3 actes, pour servir de suite à « La cour plénière » Auteurs Jean-George Le Franc de Pompignan, Honoré-Marie-Nicolas Duveyrier, Antoine-Joseph Gorsas Éditeur Barbarini, 1788.
- Le grand-bailliage: comédie historique, en trois actes et en prose Auteur Antoine Joseph Gorsas Éditeur Chez Liberté, 1788 127 pages. "Représentée à Rouen, depuis le 8 mai 1788 jusqu'au 9 octobre de la même année, par une troupe de Baladins, qui a été sifflée par tous les bons Citoyens".